# Titao
Titao är en provinshuvudstad i Burkina Faso.   Den ligger i provinsen Province du Loroum och regionen Nord, i den centrala delen av landet, 170 km norr om huvudstaden Ouagadougou. Titao ligger 326 meter över havet och antalet invånare är 19 131.

## Terräng och klimat
Terrängen runt Titao är platt. Det finns inga andra samhällen i närheten.
Trakten runt Titao består i huvudsak av gräsmarker. Runt Titao är det ganska glesbefolkat, med 47 invånare per kvadratkilometer.